# 巴拿馬地鐵

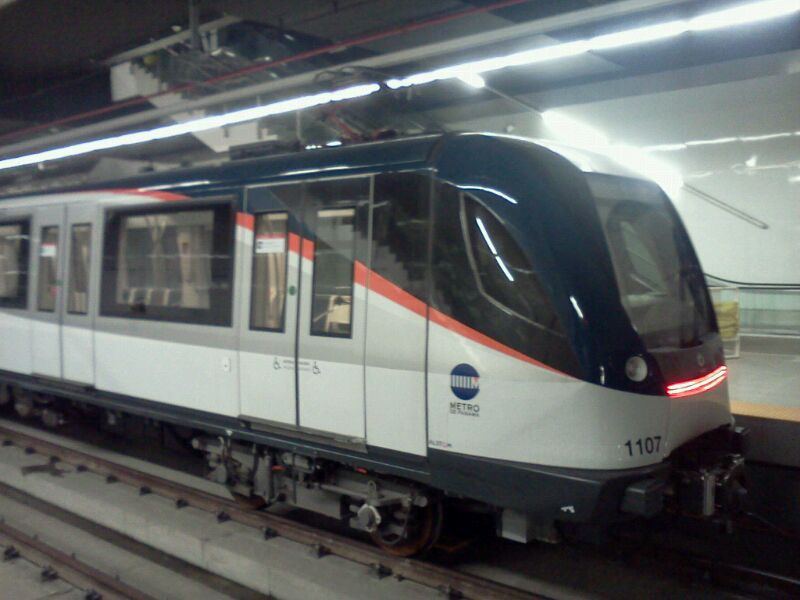
巴拿馬地鐵

巴拿馬地鐵（西班牙語：Metro de Panamá）是巴拿馬首都巴拿馬市的城市軌道交通系統，於2014年4月開始營運。目前有2條路線與14座車站，另有15座車站規劃中。
项目通过来自巴西和中华民国（台湾）等国家/地区的贷款资助。建设招标收到了来自不同国际公司的48份建议，最终来自巴西、美国、墨西哥、法国、西班牙和瑞士的7个财团被选中参与，分别为优斯咨询（美国）、柏誠集團（美国）、马德里地铁（西班牙）、巴塞罗那地铁（西班牙）、COTEBA（法国）和 POYRY/Cal y Mayor y Asociados（瑞士、墨西哥和巴拿马）。2009年10月，POYRY/Cal y Mayor y Asociados中标，将负责这个项目的设计。

## 路線

巴拿馬地鐵目前的路線圖

### 1号线
巴拿马地铁1号线为南北走向，连接圣伊斯德罗和阿尔布鲁克巴士总站，包括15.8（9.8英里）的高架段和7.2（4.5英里）地下段，设有14座车站，于2014年4月5日开通运营。
1号线的建设由巴西奥德布雷希特和西班牙營建集團组成的联合体负责，列车被授予阿尔斯通，工程管理由西班牙公司Aysa、以色列公司Electra和巴塞罗那城铁组成的联合体负责。

### 2号线
2号线为东西走向，2019年4月25日开通。工程管理由AYESA、路易斯·伯杰集团和巴塞罗那地铁组成的联合体负责。
往托库门国际机场的支线于2023年3月16日通车，支线仅有南部走廊——机场交路列车运行。

### 3号线
3号线为东西走向，从巴拿马城下穿巴拿马运河至西岸的西巴拿馬省阿賴漢區，为单轨铁路。项目利用日本国际协力机构（JICA）的ODA贷款，预计将使用日立制造的单轨列车。

## 外部連結
- 巴拿馬地鐵 （页面存档备份，存于） （西班牙文）
- Official website for Panama City （西班牙文）